# Station Wissingen
Station Wissingen (Bahnhof Wissingen) is een spoorwegstation in de Duitse plaats Wissingen, in de deelstaat Nedersaksen. Het station ligt aan de spoorlijn Löhne - Rheine. Het station telt twee perronsporen. Op het station stoppen alleen treinen van de Westfalenbahn.

## Treinverbindingen
De volgende treinserie doet station Wissingen aan:
| Serie       | Treinsoort                      | Route                                                                                      | Bijzonderheden    |
| ----------- | ------------------------------- | ------------------------------------------------------------------------------------------ | ----------------- |
| 20350 RB 61 | Stoptrein/Regionalbahn (Keolis) | Hengelo – Bad Bentheim – Rheine – Osnabrück Hbf – Wissingen – Bünde(Westf) – Bielefeld Hbf | Wiehengebirgsbahn |